# Eucera seminuda
Eucera seminuda är en biart som beskrevs av Gaspard Auguste Brullé 1832. Eucera seminuda ingår i släktet långhornsbin, och familjen långtungebin. Inga underarter finns listade i Catalogue of Life.